# Austrelaps ramsayi
Espèce
Synonymes
- Hoplocephalus ramsayi Krefft, 1864
- Hoplocephalus bransbyi Macleay, 1878

Austrelaps ramsayi est une espèce de serpents de la famille des Elapidae.

## Répartition
Cette espèce est endémique d'Australie. Elle se rencontre au Victoria et Nouvelle-Galles du Sud. 

## Description
Les adultes mesurent jusqu'à 115 cm.

## Étymologie
Cette espèce est nommée en l'honneur d'Edward Pierson Ramsay.

## Publication originale
- Krefft, 1864 : Descriptions of three new species of Australian snakes. Proceedings of the Zoological Society of London, vol. 1864, p. 180-182 (texte intégral).